# Arttu Lappi
Arttu Lappi (Kuopio, 11 mei 1984) is een Finse voormalig schansspringer die in zijn carrière één keer een wereldbeker won, in Kuusamo in het seizoen 2006/07. Hij profiteerde bij die wedstrijd van het feit dat de atleten die na hem sprongen te maken hadden met hevige sneeuwval.
Lappi maakte ook deel uit van het Finse team dat bij de wereldkampioenschappen van 2003 wereldkampioen werd.
In het seizoen 2004/05 brak hij zijn rechterenkel, waardoor hij lang was uitgeschakeld.
In februari 2009 blesseerde hij zich na een sprong van de schans in Rovaniemi aan de kruisbanden van zijn rechterknie. Hij werd in maart geopereerd en voor zijn herstel stond een half jaar. Hij wilde zich daarom volledig concentreren op zijn studie rechten.

## Belangrijkste resultaten

### Wereldkampioenschappen junioren
| Jaar | Plaats   | Resultaten                             |
| ---- | -------- | -------------------------------------- |
| 2002 | Schonach | 44ste normale schans · landenwedstrijd |

### Wereldkampioenschappen
| Jaar | Plaats        | Resultaten                                                 |
| ---- | ------------- | ---------------------------------------------------------- |
| 2003 | Val di Fiemme | 6de normale schans · 12de grote schans · landenwedstrijd   |
| 2007 | Sapporo       | 22ste normale schans 11de grote schans 4de landenwedstrijd |

### Eindstand algemene wereldbeker
| Seizoen   | Plaats |
| --------- | ------ |
| 2001/2002 | 48ste  |
| 2002/2003 | 24ste  |
| 2003/2004 | -      |
| 2004/2005 | -      |
| 2005/2006 | -      |
| 2006/2007 | 15de   |
| 2007/2008 | 52ste  |
| 2008/2009 | -      |